# Delgertsogt, Dundgovi
Delgertsogt (tiếng Mông Cổ: Дэлгэрцогт) là một sum của tỉnh Dundgovi ở Mông Cổ. Vào năm 2007, dân số của sum là 2.099 người.

## Địa lý
Sum có diện tích khoảng 2.492 km2. Trung tâm sum, Amardalai, nằm cách tỉnh lỵ Mandalgovi 44 km và thủ đô Ulaanbaatar 216 km.

### Khí hậu
Delgertsogt có khí hậu bán khô hạn. Nhiệt độ trung bình hàng năm trong khu vực là 4 °C. Tháng ấm nhất là tháng 7, khi nhiệt độ trung bình là 26 °C và lạnh nhất là tháng 1, với −21 °C. Lượng mưa trung bình hàng năm là 199 mm. Tháng ẩm ướt nhất là tháng 7, với lượng mưa trung bình là 65 mm, và khô nhất là tháng 1, với 2 mm.

## Kinh tế
Sum có một trường học, bệnh viện, trung tâm thương mại và nhà văn hóa.